# Кракен

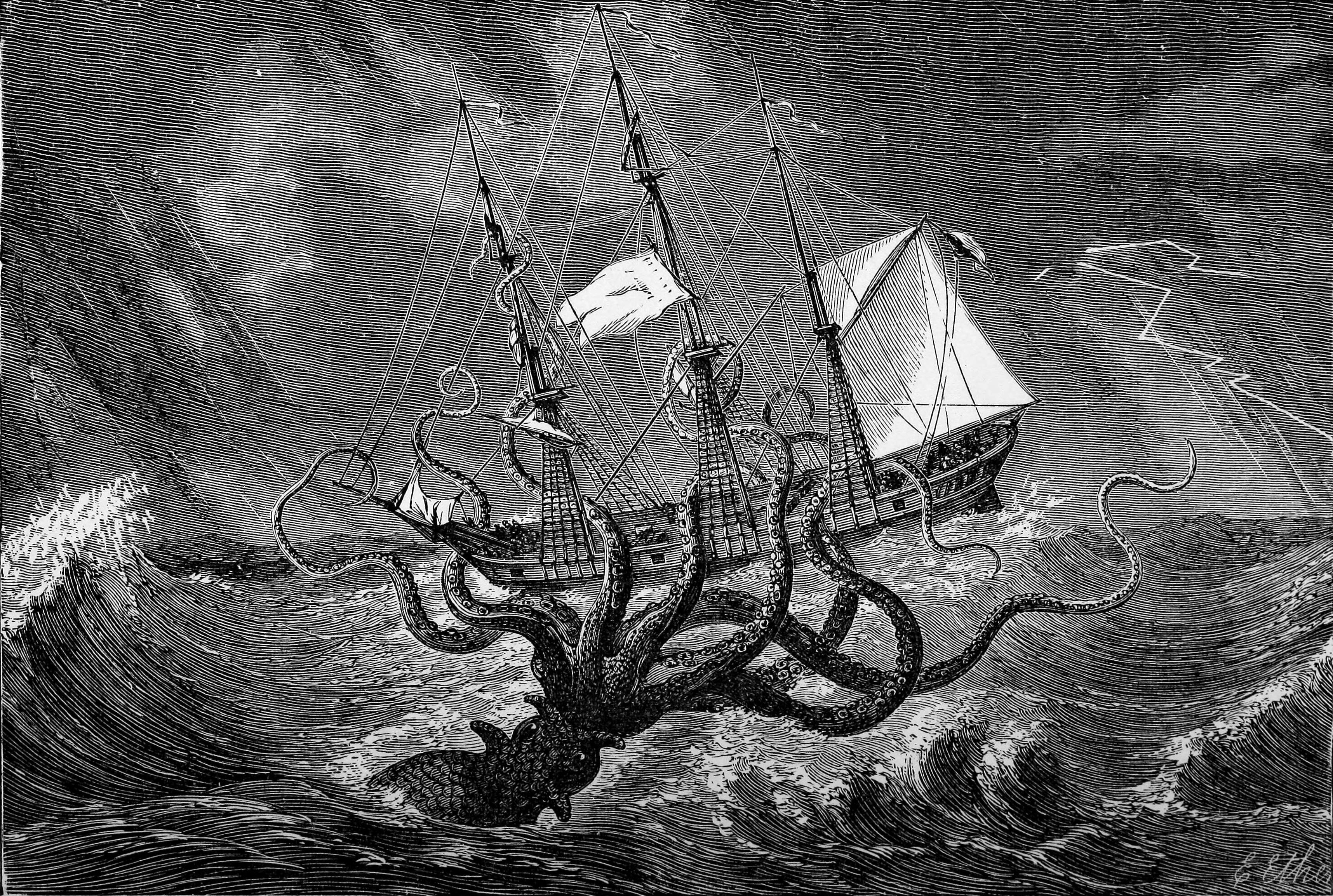
Кракен нищить корабель

Кра́кен — міфічне морське чудовисько гігантських розмірів, відоме за описами ісландських моряків, з мови яких і походить його назва.

## Етимологія
Krake - норвезьке та шведське слово, яке вважається спорідненим з такими словами, як krok та krykke, а також з шетландським krekin, яке є табуйованою назвою кита. Вважається, що слово походить від "krake" у значенні "криве і маленьке дерево" або "сухий ялиновий стовбур з голими гілками". Ісландське kraki використовувалося для позначення "тонкого прута з гачком" або "дерев'яного якоря з прив'язаним до нього каменем". Слово також може вживатися у формі множини kraker. Наприклад, данський автор Томас Крістофер Бруун (1750-1834) писав на початку 19 століття: "The Diævelskab det (тобто море) in its Barm udruger...Af Hayer, Orme, Kraker, Crocodiler.", а поет Єнс Баггесен (1764-1826) пише "(...) omsvømmet af Fiske, Haier, og Hvaler, og Kraker, og vildt sig boltrende Marsvin".
Слово kraken має кілька значень у скандинавських мовах, а також може використовуватися для позначення "тонкої і худорлявої людини" або тіла тварини загалом. Схоже слово krek, з іншого боку, спочатку використовувалося для позначення дрібних рептилій, комах, черв'яків, молюсків та інших повзучих плазунів, які каркають по землі, тобто "пересуваються, звиваючись". До речі, "krake søker mate" насправді означає "ворона шукає пару" і запозичене з данського krage søger (або знахар) mage (шведською kaka söker maka), жартівливого виразу, що означає когось, хто, подібно до каркаючої ворони, кличе свою пару.

## Понтоппідан про Кракена
Першу докладну збірку морського фольклору про кракена склав данський натураліст Ерік Понтоппідан, єпископ Бергенський (1698—1774). Він писав, що кракен є твариною «розміром з плавучий острів». За повідомленням Понтоппідана, кракен здатен схопити щупальцями і затягнути на дно навіть великий бойовий корабель. Ще небезпечнішим для човнів є вир, який виникає при швидкому зануренні кракена на морське дно.
На думку данського автора, кракен збиває з пантелику моряків і картографів своїми розмірами, і ті приймають його за острів, який потім не можуть відшукати вдруге. За свідченням норвезьких моряків, одного разу молода особина кракена була викинута на берег у північній Норвегії.
Далі Понтоппідан передає слова моряків про те, що кракену потрібно три місяці, щоб переварити їжу, яку він проковтнув. За цей час він виділяє таку кількість поживних екскрементів, що за ним завжди слідують зграї риб. Якщо у рибалки винятковий улов, то про нього говорять, що він «ловив рибу над кракеном».

## Свідчення Р. Джеймсона

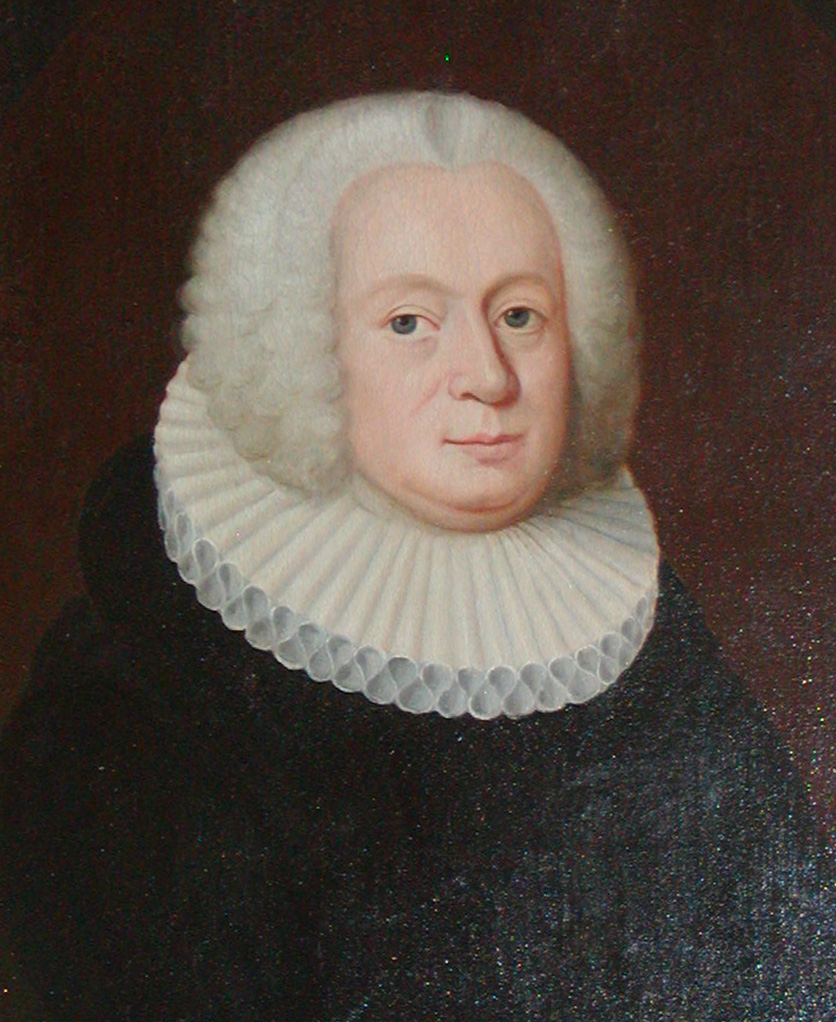
Ерік Понтоппідан, данський письменник, натураліст і єпископ Бергенський, у 1753 році опублікував "Норвезьку природничу історію", яка містить перший ґрунтовний опис кракена.

В англійському виданні «St. James Chronicle» в кінці 1770-х рр. наводилося свідчення капітана Роберта Джеймсона і моряків його корабля про бачене ними в 1774 році величезне тіло, що було до 1,5 миль у довжину і до 30 футів у висоту і яке то з'являлося з води, то занурювалося і нарешті зникло «при надзвичайному хвилюванні вод». Після цього вони знайшли на цьому місці таку кількість риби, що заповнили майже весь корабель. Це свідчення було дано в суді під присягою.

## Вчені про кракена
На підставі наведеного Понтоппіданом опису, Карл Лінней класифікував кракена в числі інших головоногих і присвоїв йому латинське ім'я Microcosmus, але з другого видання його «Systema Naturae» кракен був виключений.
У 1802 році французький зоолог П'єр-Дені де Монфор опублікував дослідження молюсків, в якому запропонував розрізняти два види таємничої тварини — kraken octopus, що мешкає в північних морях і вперше нібито був описаний ще Плінієм Старшим, та гігантського восьминога, який наводить жах на кораблі, що борознять простори Південної півкулі.
Наукове товариство віднеслося до міркувань Монфора критично. Скептики вважали, що свідчення моряків про кракена можуть бути пояснені підводною вулканічною активністю біля узбережжя Ісландії: виходом з води бульбашок, раптовою і досить небезпечною зміною течій, появою і зникненням нових острівців. Тільки в 1857 році було доведено існування гігантського кальмара (Architeuthis dux), який, ймовірно, і послужив прообразом кракена.
На думку криптозоолога Михайла Голденкова, свідчення про розміри кракена «з острів» і «тисячах щупальців» вказують на те, що це не одна істота, яку при таких розмірах було б розірвано на шматки хвилями навіть у слабкий шторм, а зграя гігантських головоногих, можливо, гігантських або колосальних кальмарів.